# TTR World Snowboard Tour
TTR Pro Snowboarding (TTR = Ticket to Ride) war ein Snowboard-Dachverband, der sich aus einem Netzwerk aus Veranstaltungen, Athleten, Nationen sowie Partnern aus der Industrie zusammensetzte. Die TTR wurde 2002 von Pionieren aus der Snowboardindustrie wie Terje Håkonsen gegründet. Die Veranstaltungen der TTR World Tour waren ausschließlich Freestyle-Wettbewerbe. Am Ende jeder Wettkampfsaison wurden die Gewinner in den vier Kategorien Overall (Gesamtwertung), Halfpipe, Slopestyle und Big Air gekürt, letztere nur für Männer. Die TTR war eine Non-Profit-Organisation und vereinte die TTR World Snowboard Tour, das TTR World Ranking System und die World Snowboarding Championships unter einem Dach. Die Organisation wurde 2017 mit der World Snowboarding Federation verschmolzen.

## Ziele und Organisationsstruktur des Verbandes
Die TTR vertrat die Werte und Kultur des Snowboardens und hatte sich zum Ziel gesetzt, den Sport zur anerkanntesten und bekanntesten progressiven Sportart der Welt zu machen sowie die Entwicklung des Snowboardsports durch faire, offene Wettkämpfe voranzutreiben. Man wollte Fahrern die Möglichkeit geben, vom Rookie (Anfänger) zur Weltspitze aufzusteigen.
Präsident des TTR war bis zum Schluss der Schweizer Reto Lamm, der 1994 den ersten Air & Style Contest gewann und 1995 ISF-Weltcupsieger auf der Halfpipe wurde. Die TTR arbeitete eng mit der World Snowboarding Federation (WSF) zusammen, die aus 38 nationalen Snowboardverbänden besteht. Die WSF koordinierte alle 1-Star- bis 3-Star-Events der TTR World Tour. Darüber hinaus waren die TTR und WSF gemeinsam Eigentümer der World Snowboarding Championships, die im Februar 2012 zum ersten Mal in Oslo, Norwegen stattfanden.

## Art der Wettbewerbe und deren Kategorisierung
Die TTR veranstaltete ausschließlich Freestyle-Wettbewerbe. Das heißt, es wurden nicht – wie etwa beim Ski Alpin – Zeiten oder wie beim Skispringen Weiten gemessen, sondern es ging – wie etwa beim Eiskunstlauf – um eine kunstvolle Ausführung möglichst komplizierter Sprünge. Das ganze wurde von einer Jury aus Schiedsrichtern beurteilt, die die Punkte für jeden Fahrer festlegten. Bei den Veranstaltungen wurde mindestens eine der folgenden Disziplinen ausgetragen: Slopestyle, Halfpipe, Big Air und Rail Jams. Auch Quarterpipe-Wettbewerbe waren möglich. Die TTR gab den Organisatoren ferner die Möglichkeit, eigene innovative Formate und Setups zu kreieren. Viele Veranstalter waren früher selbst Fahrer, wie zum Beispiel Andrew Hourmont, Organisator der Air & Style-Wettbewerbe.
TTR Tour Wettbewerbe wurden bis zur Saison 2013/14 mit Hilfe von einem bis sechs Sternen international kategorisiert, wobei „1Star“ die niedrigste und „6Star“ die höchste Kategorie war. Je höher die Kategorie, desto höher war der Stellenwert und die Qualität eines Wettbewerbes und desto höher war das Niveau der Fahrer, welches sich aus den 52-Wochen-Punktelisten ergab. Somit hatte man eine klare Abgrenzung zwischen Amateur- und Profiveranstaltungen. Trotzdem konnten Fahrer aller Levels an der gleichen internationalen Tour teilnehmen und wurden auch in denselben TTR-Weltranglisten geführt. Die TTR-Tour-Gewinner einer jeden Disziplin wurden bei der letzten 6Star-Veranstaltung gekürt. Nach der Saison 2013/14 wurden die sechs Kategorien auf vier Kategorien (Regional, National, International und Elite) reduziert. Die Wettbewerbe der Kategorie Elite wurden als World Snowboard Tour Pro Series bezeichnet. Zum Saisonende wurden die Gesamtsieger der Pro Series in den Disziplinen Halfpipe und Slopestyle ausgezeichnet.
Das Gesamtpreisgeld betrug über 2,5 Millionen US-Dollar pro Saison.

## Elite-Wettbewerbe der Saison 2015/16
- Air & Style, Peking
- Winter Dew Tour, Breckenridge (Colorado)
- Grand Prix de Russie, Moskau
- Laax Open, Laax, Schweiz
- Winter-X-Games 2016, Aspen (Colorado)
- Air & Style, Innsbruck
- Air & Style, Los Angeles
- X Games Oslo
- Burton US Open, Vail (Colorado)
- Snowboard-Weltmeisterschaften 2016, Yabuli
- Grandvalira Total Fight

## TTR Ranglisten (Rankings)
Die TTR ist bemüht, die Wertungssysteme bei den Wettbewerben weltweit zu vereinheitlichen. Derzeit sind in den Ranglisten über 3.500 Fahrern geführt. Basierend auf der Star-Kategorisierung des jeweiligen Wettbewerbes und dem Endergebnis in der jeweiligen Disziplin sammeln die Fahrer während der Tour Punkte für die Rangliste.
| Place | 6Star Event | 5Star Event | 4Star Event | 3Star Event | 2Star Event | 1Star Event |
| ----- | ----------- | ----------- | ----------- | ----------- | ----------- | ----------- |
| 1.    | 1000        | 850         | 500         | 400         | 200         | 100         |
| 2.    | 942.30      | 800.95      | 471.15      | 376.92      | 188.46      | 94.23       |
| 3.    | 900.00      | 765.00      | 450.00      | 360.00      | 180.00      | 90.00       |
| 4.    | 868.06      | 737.85      | 434.03      | 347.22      | 173.61      | 86.81       |
| 5.    | 842.41      | 716.05      | 421.20      | 336.96      | 168.48      | 84.24       |

Um der zunehmenden Spezialisierung im Sport und den individuellen Leistungen der Fahrer vermehrt Rechnung zu tragen, hat die TTR das System weiterentwickelt: Früher gab es lediglich eine Gesamt-Rangliste. Diese wurde jetzt in separate Listen für jede der vier Disziplinen unterteilt. Die Tour-Ranglisten beginnen am Anfang jeder Saison bei null und beinhalten ausschließlich die Ergebnisse der laufenden Saison. Am Ende der Saison werden die Gewinner in jeder Disziplin gekürt. Die Ranglisten sind zu unterscheiden von den Punktelisten.

### TTR World Snowboard Toursieger

#### Männer TOP 3
| Saison  | 1. Platz        | Punkte  | ⌀ Punkte | 2. Platz            | Punkte  | ⌀ Punkte | 3. Platz          | Punkte  | ⌀ Punkte |
| ------- | --------------- | ------- | -------- | ------------------- | ------- | -------- | ----------------- | ------- | -------- |
| 2013/14 | Ståle Sandbech  | 3857.79 |          | Tyler Nicholson     | 3033.49 |          | Tim-Kevin Ravnjak | 3025.08 |          |
| 2012/13 | Peetu Piiroinen | 4271.56 |          | Ståle Sandbech      | 3828.79 |          | Kyle Mack         | 3533.40 |          |
| 2011/12 | Ståle Sandbech  | 3852.90 |          | Christian Haller    | 3819.03 |          | Janne Korpi       | 3726.58 |          |
| 2010/11 | Peetu Piiroinen | 6558.88 | 936.98   | Iouri Podladtchikov | 6049.34 | 864.19   | Seppe Smits       | 6028.19 | 861.17   |
| 2009/10 | Peetu Piiroinen | 5782.87 | 963.81   | Iouri Podladtchikov | 5281.41 | 880.24   | Markus Malin      | 4676.28 | 779.38   |
| 2008/09 | Peetu Piiroinen | 6584.01 | 940.57   | Chas Guldemond      | 6116.87 | 873.84   | Antti Autti       | 5839.88 | 834.27   |
| 2007/08 | Kevin Pearce    | 5843.06 | 973.84   | Peetu Piiroinen     | 5680.48 | 946.75   | Risto Mattila     | 5379.28 | 896.55   |
| 2006/07 | Shaun White     | 5917.41 | 986.23   | Antti Autti         | 5788.36 | 964.73   | Travis Rice       | 5693.90 | 948.98   |
| 2005/06 | Mathieu Crepel  | 3435,65 | 858.91   | Risto Mattila       | 3413.25 | 853.31   | Antti Autti       | 3162.78 | 790.69   |

#### Frauen TOP 3
| Saison  | 1. Platz         | Punkte  | ⌀ Punkte | 2. Platz         | Punkte  | ⌀ Punkte | 3. Platz               | Punkte  | ⌀ Punkte |
| ------- | ---------------- | ------- | -------- | ---------------- | ------- | -------- | ---------------------- | ------- | -------- |
| 2013/14 | Chloe Kim        | 2628.80 |          | Šárka Pančochová | 2594.20 |          | Enni Rukajärvi         | 2508.06 |          |
| 2012/13 | Šárka Pančochová | 2936.31 |          | Enni Rukajärvi   | 2783.00 |          | Silvia Mittermüller    | 2473.02 |          |
| 2011/12 | Cilka Sadar      | 3372.88 |          | Jamie Anderson   | 3350.12 |          | Sina Candrian          | 3272.29 |          |
| 2010/11 | Jamie Anderson   | 6472.51 | 924.64   | Kelly Clark      | 6170.03 | 881.43   | Kjersti Ostgaard Buaas | 5867.55 | 838.22   |
| 2009/10 | Enni Rukajärvi   | 5148.69 | 858.11   | Sina Candrian    | 5116.60 | 852.77   | Šárka Pančochová       | 5009.26 | 834.88   |
| 2008/09 | Kelly Clark      | 6091.13 | 870.16   | Lisa Wiik        | 5807.40 | 829.63   | Jamie Anderson         | 5749.48 | 821.35   |
| 2007/08 | Jamie Anderson   | 5889.73 | 981.62   | Torah Bright     | 5818.65 | 969.77   | Kelly Clark            | 5736.37 | 956.06   |
| 2006/07 | Torah Bright     | 5863.22 | 977.20   | Jamie Anderson   | 5600.08 | 933.35   | Cheryl Maas            | 5453.22 | 908.87   |
| 2005/06 | Cheryl Maas      | 1280.36 | 426.79   | Jenny Jones      | 1143.40 | 381.13   | Natasza Zurek          | 1121.51 | 373.84   |

### TTR World Snowboard Disziplinensieger

#### Disziplinensieger Männer
| Saison  | Halfpipe            | Slopestyle     | Big Air           |
| ------- | ------------------- | -------------- | ----------------- |
| 2011/12 | Iouri Podladtchikov | -              | -                 |
| 2012/13 | Ayumu Hirano        | Mark McMorris  | Sébastien Toutant |
| 2013/14 | Taku Hiraoka        | Ståle Sandbech | Maxence Parrot    |
| 2014/15 | Ayumu Hirano        | Mark McMorris  | -                 |

#### Disziplinensieger Frauen
| Saison  | Halfpipe    | Slopestyle       | Big Air |
| ------- | ----------- | ---------------- | ------- |
| 2011/12 | Kelly Clark | -                | -       |
| 2012/13 | Kelly Clark | Šárka Pančochová | -       |
| 2013/14 | Kelly Clark | Jamie Anderson   | -       |
| 2014/15 | Kelly Clark | Jamie Anderson   | -       |

## TTR Punktelisten
Im Unterschied zu den Ranglisten enthalten die Punktelisten die besten Ergebnisse eines Fahrers aus einem Zeitraum der letzten 52 Wochen. Sie werden wöchentlich jeweils am Donnerstag aktualisiert und dienen zur Beurteilung, ob ein Fahrer zur Teilnahme an den Events der verschiedenen Star-Levels berechtigt ist. Die Punktelisten werden außerdem dazu verwendet, bestimmte Fahrer aufgrund ihrer Position auf der entsprechenden Punkteliste direkt in die Halbfinal-Runden von 5Star- und 6Star-Events zu schicken.
Sowohl das „Invited Rider Protocol“ als auch das „Qualified Rider Protocol“ basieren auf den TTR Punktelisten.
Die durchschnittliche Punktezahl pro Fahrer wird wie folgt berechnet:
- TTR Slopestyle Punkteliste: Durchschnitt der besten 4 Ergebnisse
- TTR Halfpipe Punkteliste: Durchschnitt der besten 3 Ergebnisse
- TTR Big Air Punkteliste: Durchschnitt der besten 3 Ergebnisse